# Lydford Castle
Lydford Castle är ett slott i Storbritannien.   Det ligger i grevskapet Devon och riksdelen England, i den södra delen av landet, 300 km väster om huvudstaden London. Lydford Castle ligger 216 meter över havet.
Terrängen runt Lydford Castle är platt åt nordväst, men åt sydost är den kuperad. Terrängen runt Lydford Castle sluttar västerut.Runt Lydford Castle är det ganska glesbefolkat, med 43 invånare per kvadratkilometer. Närmaste större samhälle är Tavistock, 10,7 km söder om Lydford Castle. Trakten runt Lydford Castle består i huvudsak av gräsmarker.